# Савватеев, Олег Алексеевич
Олег Алексеевич Савватеев (1928 — 10 апреля 1944, Красный, Крымская АССР) — советский патриот, участник группы «Сокол», действовавшей при Крымском драматическом театре в период немецко-румынской оккупации Симферополя в 1942—1944 годах. Расстрелян оккупантами в концлагере Красный.

## Биография
Родился в 1928 году. Проживал на улице Карла Либкнехта (ныне Долгоруковская), дом 23.
В подпольную группу входили около 60 человек, в том числе 10 сотрудников театра: художник Николай Андреевич Барышев, актёры Зоя Павловна Яковлева, Александра Фёдоровна Перегонец и заслуженный артист РСФСР Дмитрий Константинович Добромыслов который возглавлял труппу, костюмеры Илья Николаевич Озеров и Елизавета Кучеренко, машинист сцены Павел Ипполитович Чечёткин, уборщица Прасковья Тарасовна Ефимова, ученик художника Олег Савватеев. Олег по служебным обязанностям расклеивал афиши театра по городу, попутно собирая разведывательную информацию. При возможности он развешивал переписанные от руки сводки Совинформбюро. В июле 1943 он похитил для партизан немецкую форму из офицерского общежития на улице Желябова. Арестован гестапо после раскрытия группы в марте 1944 года.
10 апреля 1944 года, за три дня до освобождения Симферополя советскими войсками, подпольщики были расстреляны в урочище «Дубки», на территории концлагеря в совхозе «Красный».

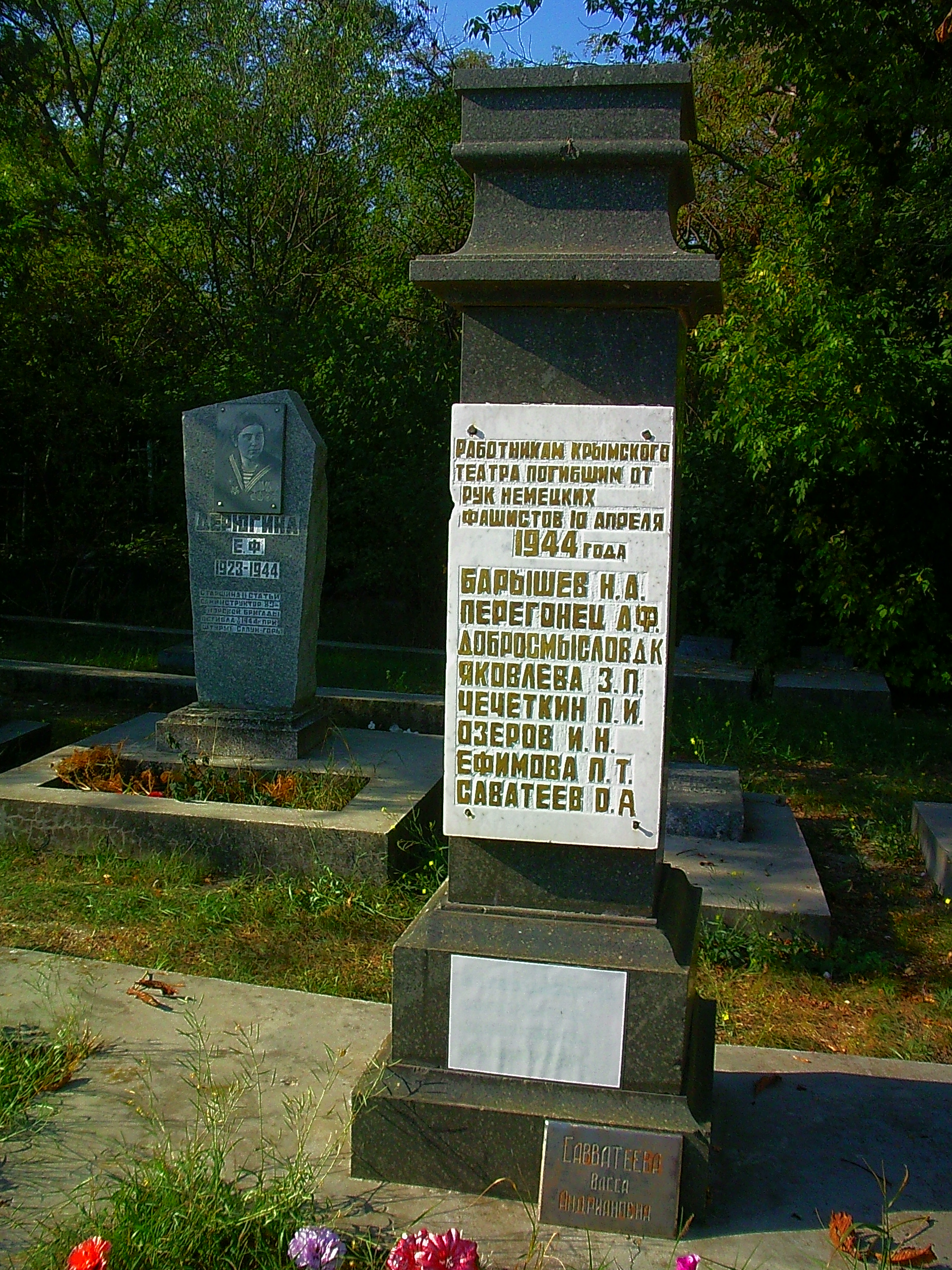
Братская могила симферопольских подпольщиков

Из воспоминаний очевидца: «На раскопках этой братской могилы присутствовали сотни людей. Раскапывали пленные немцы. Слой за слоем. Укладывали на поле. Кого опознавали — увозили хоронить. Опознали и всех работников театра. Добросмыслов был очень худой, изможденный, в нижней сорочке, Александра Федоровна — в жёлтой кофточке и коричневой юбке, обувь снята. Все были расстреляны в затылок, только одному Добросмыслову, который, видно, обернулся и крикнул что-то в лицо врагам, пуля вошла спереди и раздробила челюсть, а Барышев в последний момент смог выдернуть руки из проволоки и обнял Савватеева, так они вместе и лежали».
На теле Савватеева были укусы собак, ладони пробиты гвоздями.
Похоронен первоначально с другими актёрами в 1944 году в сквере Победы, позднее все перезахоронены на Старорусском кладбище Симферополя.

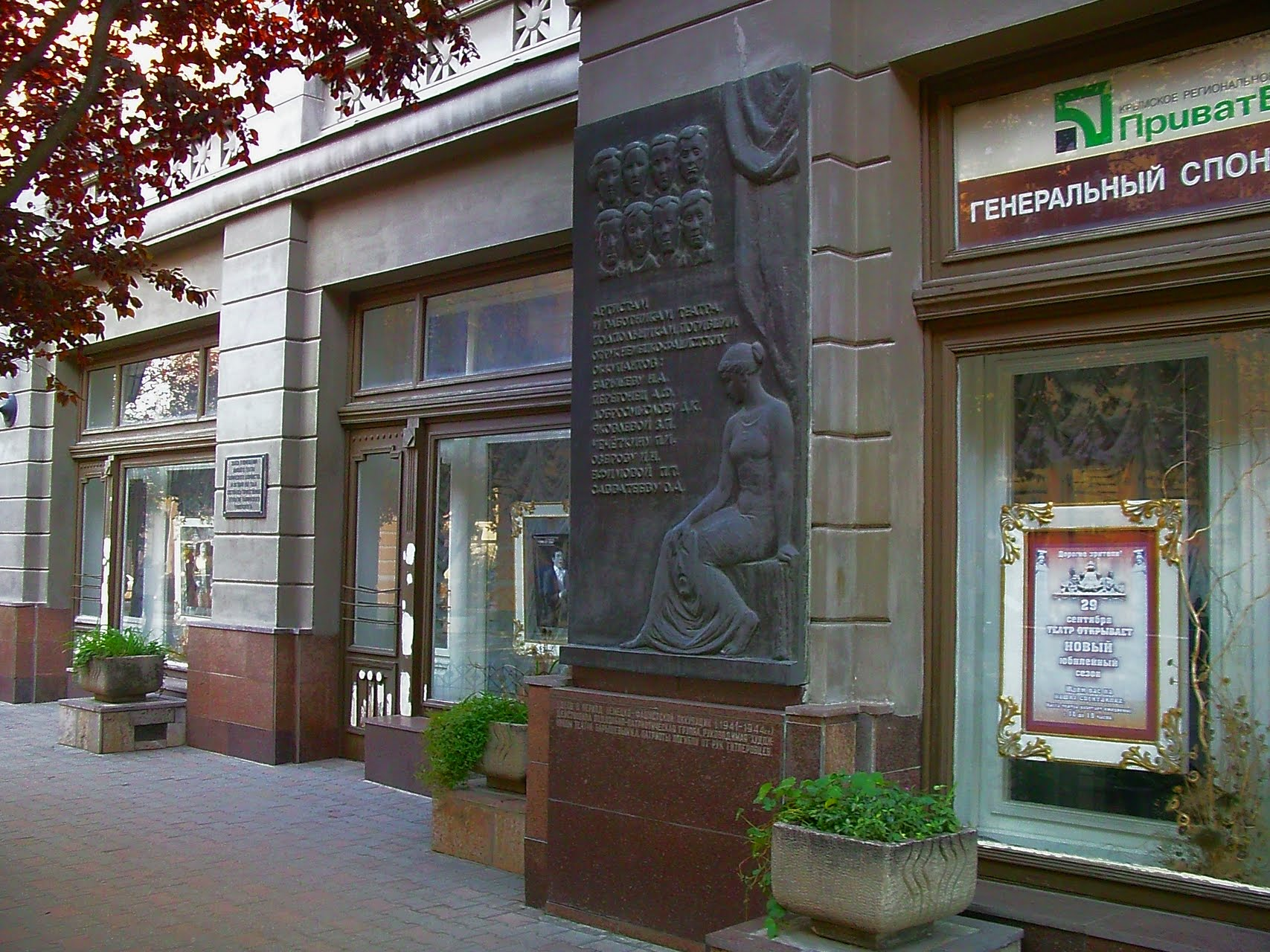
Мемориальная доска на здании театра

## Память
- Братская могила членов подпольной группы «Сокол» ныне  Объект культурного наследия народов РФ регионального значения. Рег. № 911710884050005 (ЕГРОКН).
  - В театре им. М. Горького идёт спектакль «Они были актёрами», посвященный театральным подпольщикам.
  - В фильме «Они были актёрами» роль Олега Савватеева исполнил актёр Владимир Зайцев.
  - На здании театра находится мемориальная доска, на которой сказано:

«Артистам и работникам театра, погибшим от рук немецко-фашистских оккупантов: Барышеву Н. А., Перегонец А. Ф., Добросмыслову Д. К., Яковлевой З. П., Чечеткину П. И., Озерову И. Н., Ефимовой П. Т., Савватееву О. А.»

- 11 ноября 1966 года в память о Олеге Алексеевиче Савватееве была названа улица и переулок в микрорайоне Новосергеевка в Симферополе[1][5].